# Maccabi Haifa F.C.
Câu lạc bộ bóng đá Maccabi Haifa (Maccabi Haifa Football Club, tiếng Hebrew: מועדון הכדורגל מכבי חיפה, Moadon HaKaduregel Maccabi Haifa) là một câu lạc bộ bóng đá chuyên nghiệp của Israel có trụ sở tại thành phố Haifa, một bộ phận của câu lạc bộ thể thao Maccabi Haifa. Câu lạc bộ thi đấu ở Giải bóng đá Ngoại hạng Israel. Các trận đấu sân nhà của Maccabi Haifa được diễn ra tại Sân vận động Sammy Ofer. Sân vận động mà câu lạc bộ dùng chung với đối thủ Hapoel Haifa là sân vận động lớn thứ hai của bóng đá Israel với sức chứa 30.858 người.
Maccabi Haifa là một trong những câu lạc bộ "Big Four" ở bóng đá Israel. Đội bóng đã giành được 14 chức vô địch quốc gia, 6 cúp quốc gia và 5 Cúp Toto. Maccabi Haifa đã giành chức vô địch quốc gia và cúp quốc gia trong cùng một mùa giải (được gọi là giành "cú đúp") một lần và là câu lạc bộ Israel đầu tiên giành quyền tham dự vòng bảng của UEFA Champions League ở mùa giải 2002–03. Maccabi Haifa giữ kỷ lục là đội lọt vào vòng bảng Champions League nhiều nhất đối với một đội bóng Israel với ba lần. Ở mùa giải 2020–21, Maccabi Haifa vô địch Giải Ngoại hạng Israel, chức vô địch đầu tiên của họ sau một thập kỷ.

## Thành tích

### Giải quốc nội

#### Vô địch quốc gia
- Vô địch Israel
  - Vô địch (14): 1983–84, 1984–85, 1988–89, 1990–91, 1993–94, 2000–01, 2001–02, 2003–04, 2004–05, 2005–06, 2008–09, 2010–11, 2020–21, 2021–22
  - Á quân (9): 1985–86, 1994–95, 1995–96, 1999–00, 2002–03, 2009–10, 2012–13, 2018–19, 2019–20
- Hạng hai
  - Vô địch (4): 1944–45,[3] 1946–47, 1965–66, 1974–75

#### Cúp
- Cúp quốc gia
  - Vô địch (6): 1961–62, 1990–91, 1992–93, 1994–95, 1997–98, 2015–16
  - Á quân (11): 1942, 1962–63, 1970–71, 1984–85, 1986–87, 1988–89, 2001–02, 2008–09, 2010–11, 2011–12, 2021–22
- Cúp Toto
  - Vô địch (5): 1994, 2002–03, 2005–06, 2007–08, 2021–22
- Siêu cúp bóng đá Israel
  - Vô địch (4): 1962, 1985, 1989, 2021

### Giải đấu châu Âu
- UEFA Champions League
  - Vòng bảng (3): 2002–03, 2009–10, 2022–23
- Cúp UEFA/UEFA Europa League
  - Vòng 16 đội (1): 2006–07
  - Vòng bảng (2): 2011–12, 2013–14
- UEFA Europa Conference League
  - Vòng bảng (1): 2021–22
- UEFA Cup Winners Cup
  - Tứ kết (1): 1998–99
  - Vòng hai (1): 1993–94

#### Giải trẻ
- UEFA Youth League
  - Vòng play-off: 2016–17
- Sukkot Cup
  - Vô địch (1): 1958
- Lilian Cup
  - Vô địch (1): 1984
- Milk Cup
  - Vô địch (1): 2004
- Insel Cup
  - Vô địch (1): 2016

## Cầu thủ

### Đội hình hiện tại
Tính đến ngày 31 tháng 8 năm 2023
| Số | VT | Quốc gia  | Cầu thủ                    |
| -- | -- | --------- | -------------------------- |
| 2  | HV | Thụy Điển | Daniel Sundgren            |
| 3  | HV | Israel    | Sean Goldberg              |
| 4  | TV | Niger     | Ali Mohamed                |
| 5  | TV | Angola    | Show                       |
| 8  | TV | Israel    | Dolev Haziza               |
| 9  | TĐ | Haiti     | Frantzdy Pierrot           |
| 10 | TV | Suriname  | Tjaronn Chery (đội trưởng) |
| 11 | TV | Israel    | Lior Refaelov              |
| 12 | HV | Israel    | Sun Menahem (đội phó)      |
| 15 | TV | Hoa Kỳ    | Kenny Saief                |
| 16 | TM | Israel    | Itamar Nitzan              |
| 17 | TĐ | Israel    | Suf Podgoreanu             |
| 18 | TV | Israel    | Goni Naor                  |
| 19 | TĐ | Đức       | Erik Shuranov              |

| Số | VT | Quốc gia | Cầu thủ        |
| -- | -- | -------- | -------------- |
| 21 | TĐ | Israel   | Dean David     |
| 22 | HV | Israel   | Ilay Feingold  |
| 23 | HV | Israel   | Maor Kandil    |
| 25 | TĐ | Israel   | Anan Khalaily  |
| 26 | TV | Israel   | Mahmoud Jaber  |
| 27 | HV | Pháp     | Pierre Cornud  |
| 28 | TV | Israel   | Ilay Hagag     |
| 30 | HV | Sénégal  | Abdoulaye Seck |
| 34 | TV | Israel   | Hamza Shibli   |
| 40 | TM | Israel   | Shareef Keouf  |
| 44 | HV | Croatia  | Lorenco Šimić  |
| 55 | HV | Israel   | Rami Gershon   |
| 77 | TM | Israel   | Roee Fucs      |

### Số áo treo
| Số | VT | Quốc gia | Cầu thủ                          |
| -- | -- | -------- | -------------------------------- |
| 20 | TĐ | Israel   | Yaniv Katan (1998–2005, 2006–14) |

### Cho mượn
Ghi chú: Quốc kỳ chỉ đội tuyển quốc gia được xác định rõ trong điều lệ tư cách FIFA. Các cầu thủ có thể giữ hơn một quốc tịch ngoài FIFA.
| Số | VT | Quốc gia | Cầu thủ                                                            |
| -- | -- | -------- | ------------------------------------------------------------------ |
| —  | TM | Israel   | Liav Salkind (tại Hapoel Afula đến ngày 30 tháng 6 năm 2023)       |
| —  | TM | Israel   | Ariel Bardugo (tại Hapoel Bu'eine đến ngày 30 tháng 6 năm 2023)    |
| —  | HV | Israel   | Uri Dahan (tại Beitar Jerusalem đến ngày 30 tháng 6 năm 2023)      |
| —  | HV | Israel   | Shay Ben David (tại Hapoel Kfar Saba đến ngày 30 tháng 6 năm 2023) |
| —  | HV | Israel   | Hanan Biton (tại Maccabi Ata Bialik đến ngày 30 tháng 6 năm 2023)  |
| —  | HV | Ghana    | David Acquah (tại Hapoel Afula đến ngày 30 tháng 6 năm 2023)       |
| —  | HV | Israel   | Roey Elimelech (tại Hapoel Afula đến ngày 30 tháng 6 năm 2023)     |
| —  | HV | Israel   | Tamir Arbel (tại Hapoel Afula đến ngày 30 tháng 6 năm 2023)        |
| —  | HV | Israel   | Adar Azruel (tại Hapoel Afula đến ngày 30 tháng 6 năm 2023)        |
| —  | HV | Israel   | Ronny Laufer (tại Hapoel Afula đến ngày 30 tháng 6 năm 2023)       |
| —  | TV | Israel   | Ilay Hagag (tại Hapoel Afula đến ngày 30 tháng 6 năm 2023)         |
| —  | TV | Israel   | Nehorai Ifrah (tại Ironi Tiberias đến ngày 30 tháng 6 năm 2023)    |
| —  | TV | Israel   | Maor Levi (tại Maccabi Petah Tikva đến ngày 30 tháng 6 năm 2023)   |

| Số | VT | Quốc gia    | Cầu thủ                                                                  |
| -- | -- | ----------- | ------------------------------------------------------------------------ |
| —  | TV | Israel      | Mohamad Amer (tại F.C. Ashdod đến ngày 30 tháng 6 năm 2023)              |
| —  | TV | Israel      | Eden Otachi (tại Bnei Yehuda đến ngày 30 tháng 6 năm 2023)               |
| —  | TV | Israel      | Oded Checkol (tại Hapoel Nof HaGalil đến ngày 30 tháng 6 năm 2023)       |
| —  | TV | Israel      | Mohammed Gadir (tại Maccabi Nujeidat đến ngày 30 tháng 6 năm 2023)       |
| —  | TV | Israel      | Timoti Lior Muzie (tại Ironi Kiryat Shmona đến ngày 30 tháng 6 năm 2023) |
| —  | TV | Israel      | Roy Katari (tại Hapoel Afula đến ngày 30 tháng 6 năm 2023)               |
| —  | TV | Israel      | Ibrahim Jawabry (tại Shimshon Tel Aviv đến ngày 30 tháng 6 năm 2023)     |
| —  | TĐ | Israel      | Ihab Abu Alshech (tại Hapoel Afula đến ngày 30 tháng 6 năm 2023)         |
| —  | TĐ | Israel      | Shadi Masarwa (tại Ironi Nesher đến ngày 30 tháng 6 năm 2023)            |
| —  | TĐ | Israel      | Stav Nachmani (tại Hapoel Hadera đến ngày 30 tháng 6 năm 2023)           |
| —  | TĐ | Israel      | Nevo Shedo (tại Hapoel Nof HaGalil đến ngày 30 tháng 6 năm 2023)         |
| —  | TĐ | Philippines | Ange Andino (tại Hapoel Herzliya đến ngày 30 tháng 6 năm 2023)           |
| —  | TĐ | Israel      | Gal Katabi (tại Hapoel Rishon LeZion đến ngày 30 tháng 6 năm 2023)       |